# Rio Hillen
Rio Hillen (Ámsterdam, 5 de marzo de 2003) es un futbolista neerlandés que juega de defensa en el NAC Breda de la Eredivisie.

## Trayectoria
Canterano del AZ Alkmaar, firmó con el Ajax de Ámsterdam el 11 de junio de 2019. Debutó como profesional con el Jong Ajax en una victoria por 5-1 en la Eerste Divisie contra el MVV Maastricht el 23 de octubre de 2020.
El 22 de junio de 2022 firmó un contrato de dos años con De Graafschap. Estuvo un tercero y en junio de 2025 se unió al NAC Breda.

## Selección nacional
Nacido en los Países Bajos, Hillen es de ascendencia brasileña por parte de su madre. Es internacional juvenil con los Países Bajos.

## Estadísticas

### Clubes
Actualizado al último partido disputado el 8 de noviembre de 2024.
| Club                         | Div.          | Temporada     | Liga  | Liga  | Copas nacionales | Copas nacionales | Copas internacionales | Copas internacionales | Total | Total |
| Club                         | Div.          | Temporada     | Part. | Goles | Part.            | Goles            | Part.                 | Goles                 | Part. | Goles |
| ---------------------------- | ------------- | ------------- | ----- | ----- | ---------------- | ---------------- | --------------------- | --------------------- | ----- | ----- |
| Jong Ajax · Países Bajos     | 2.ª           | 2020-21       | 8     | 0     | —                | —                | —                     | —                     | 8     | 0     |
| Jong Ajax · Países Bajos     | 2.ª           | 2021-22       | 17    | 0     | —                | —                | —                     | —                     | 17    | 0     |
| Jong Ajax · Países Bajos     | Total club    | Total club    | 25    | 0     | 0                | 0                | 0                     | 0                     | 25    | 0     |
| De Graafschap · Países Bajos | 2.ª           | 2022-23       | 36    | 2     | 3                | 0                | —                     | —                     | 39    | 2     |
| De Graafschap · Países Bajos | 2.ª           | 2023-24       | 16    | 0     | 0                | 0                | —                     | —                     | 16    | 0     |
| De Graafschap · Países Bajos | 2.ª           | 2024-25       | 13    | 1     | 0                | 0                | —                     | —                     | 13    | 1     |
| De Graafschap · Países Bajos | Total club    | Total club    | 65    | 3     | 3                | 0                | 0                     | 0                     | 68    | 3     |
| Total carrera                | Total carrera | Total carrera | 90    | 3     | 3                | 0                | 0                     | 0                     | 93    | 3     |